# Sisicottus aenigmaticus
Sisicottus aenigmaticus là một loài nhện trong họ Linyphiidae.
Loài này thuộc chi Sisicottus. Sisicottus aenigmaticus được František Miller miêu tả năm 1999.